# Barbie Girl
"Barbie Girl" là một bài hát của nhóm nhạc dance-pop đến từ Đan Mạch và Na Uy Aqua nằm trong album phòng thu đầu tay của họ, Aquarium (1997). Nó được phát hành vào ngày 14 tháng 5 năm 1997 như là đĩa đơn thứ ba trích từ album, và là đĩa đơn đầu tiên của nhóm tại thị trường Vương quốc Anh. Bài hát được viết lời bởi Søren Rasted, Claus Norreen, René Dif, và Lene Nystrøm, và được sản xuất bởi Johnny Jam, Delgado, Rasted và Norreen. Ý tưởng cho bài hát được bắt đầu sau khi Rasted nhìn thấy một cuộc triển lãm về văn hoá kitsch ở Đan Mạch với những con búp bê Barbie.
Sau khi phát hành, "Barbie Girl" đã trở thành một đĩa đơn thương mại thành công trên toàn cầu. Nó đạt vị trí quán quân ở Úc, Bỉ, Pháp, Đức, Ireland, Ý, New Zealand, Na Uy, Thụy Điển và Vương quốc Anh, nơi nó trở thành đĩa đơn bán chạy thứ 13 tại quốc gia này, cũng như lọt vào top 10 ở hầu hết những quốc gia khác. Tại Hoa Kỳ, bài hát ra mắt và đạt vị trí thứ 7 trên bảng xếp hạng Billboard Hot 100, trở thành đĩa đơn đầu tiên và duy nhất của Aqua lọt vào top 10 tại đây. Tính đến nay, "Barbie Girl" đã bán được hơn 8 triệu bản trên toàn thế giới, trở thành một trong những đĩa đơn bán chạy nhất mọi thời đại.
Mặc dù gặt hái nhiều thành công về mặt thương mại, bài hát nhận được những phản ứng đa phần là tiêu cực từ giới phê bình, trong đó tạp chí Rolling Stone gọi nó là một trong 20 Bài hát phiền phức nhất và là Bài hát phiền phức nhất của thập niên 90. Tạp chí Blender xếp bài hát ở vị trí thứ 33 trong danh sách 50 Bài hát tệ nhất. "Barbie Girl" còn trở thành chủ đề của vụ kiện gây tranh cãi Mattel v. MCA Records. Bài hát cũng được nhiều nghệ sĩ hát lại.

## Lịch sử
Một dòng lưu ý đã được ghi ở mặt sau của CD đĩa đơn của bài hát: "'Barbie Girl' là một bình luận xã hội không được viết hay nhận được sự đồng tình bởi những nhà sáng lập hãng búp bê."
Lời bài hát về búp bê Barbie và Ken, các búp bê được Mattel sản xuất. Cả video ca nhạc và bài hát đều bao gồm Lene Nystrom như là Barbie và Rene Dif trong vai Ken. Do đó, lời bài hát đã làm ông chủ của loại búp bê Barbie nổi giận.

## Tranh cãi
Tháng 12 năm 2000, công ty sản xuất đồ chơi Mattel đã đệ đơn kiện hãng thu của Aqua, MCA Records vì cho rằng "Barbie Girl" đã vi phạm nhãn hiệu độc quyền của công ty vì biến sản phẩm Barbie thành một đồ vật tình dục và gọi nhân vật này là "Blonde Bimbo" (tạm dịch: "Cô gái tóc vàng ngu ngốc") Họ tố cáo bài hát đã vi phạm bản quyền và thương hiệu Barbie, cũng như cho rằng lời nhạc của nó làm bôi nhọ danh tiếng của thương hiệu này và ảnh hưởng đến chiến dịch kinh doanh của họ.

## Danh sách bài hát và định dạng
Đây là danh sách bài hát và định dạng chính thức của đĩa đơn "Barbie Girl".
| Vương quốc Anh/Mỹ - CD #1 1. "Barbie Girl" (radio chỉnh sửa) – 3:22 2. "Barbie Girl" (bản mở rộng) – 5:12 3. "Barbie Girl" (Perky Park Club Mix) – 6:23 4. "Barbie Girl" (Spikes Anatomically Correct Dub) – 7:55 - CD #2 1. "Barbie Girl" (CD-ROM video) 2. "Barbie Girl" (radio chỉnh sửa) – 3:22 3. "Barbie Girl" (Dirty Rotten Scoundrels 12" G-String mix) – 8:37 4. "Barbie Girl" (Dirty Rotten Peroxide Radio mix) – 4:10 - 12" maxi #1 1. "Barbie Girl" (Spike's Anatomically Correct dub) – 8:01 2. "Barbie Girl" (bản mở rộng) – 5:17 3. "Barbie Girl" (Spike's Plastic mix) – 8:47 4. "Barbie Girl" (radio chỉnh sửa) – 3:16 | - 12" maxi #2 1. "Barbie Girl" (bản phối gốc mở rộng) – 5:14 2. "Barbie Girl" (Dirty Rotten G-String mix) – 8:37 3. "Barbie Girl" (Dirty Rotten Peroxide mix) – 4:10 Châu Âu - CD single / Cassette 1. "Barbie Girl" (radio chỉnh sửa) – 3:16 2. "Barbie Girl" (bản mở rộng) – 5:14 - 12" maxi 1. "Barbie Girl" (Perky Park club mix) – 6:13 2. "Barbie Girl" (Spike's Anatomically Correct dub) – 7:55 Úc và Canada - CD maxi 1. "Barbie Girl" (radio chỉnh sửa) – 3:16 2. "Barbie Girl" (Spike's Plastic mix) – 8:47 3. "Barbie Girl" (Spike's Anatomically Correct dub) – 8:01 4. "Barbie Girl" (bản mở rộng) – 5:14 |

## Xếp hạng
| Bảng xếp hạng (1997)                | Vị trí cao nhất |
| ----------------------------------- | --------------- |
| Úc (ARIA)                           | 1               |
| Áo (Ö3 Austria Top 40)              | 2               |
| Bỉ (Ultratop 50 Flanders)           | 1               |
| Bỉ (Ultratop 50 Wallonia)           | 2               |
| Canada (RPM)                        | 4               |
| Canada Dance (RPM)                  | 1               |
| Đan Mạch (Tracklisten)              | 2               |
| Châu Âu (European Hot 100 Singles)  | 1               |
| Phần Lan (Suomen virallinen lista)  | 3               |
| Pháp (SNEP)                         | 4               |
| Đức (Official German Charts)        | 1               |
| Ireland (IRMA)                      | 1               |
| Ý (FIMI)                            | 1               |
| Hà Lan (Dutch Top 40)               | 1               |
| Hà Lan (Single Top 100)             | 2               |
| New Zealand (Recorded Music NZ)     | 1               |
| Na Uy (VG-lista)                    | 1               |
| Scotland (OCC)                      | 1               |
| Tây Ban Nha (PROMUSICAE)            | 2               |
| Thụy Điển (Sverigetopplistan)       | 1               |
| Thụy Sĩ (Schweizer Hitparade)       | 1               |
| Anh Quốc (OCC)                      | 1               |
| Hoa Kỳ Billboard Hot 100            | 7               |
| Hoa Kỳ Dance Club Songs (Billboard) | 21              |
| Hoa Kỳ Pop Airplay (Billboard)      | 15              |
| Hoa Kỳ Rhythmic (Billboard)         | 8               |

| Bảng xếp hạng                        | Vị trí |
| ------------------------------------ | ------ |
| France (SNEP)                        | 40     |
| UK Singles (Official Charts Company) | 13     |

| Bảng xếp hạng (1997)                 | Vị trí |
| ------------------------------------ | ------ |
| Australia (ARIA)                     | 2      |
| Austria (Ö3 Austria Top 40)          | 11     |
| Belgium (Ultratop 50 Flanders)       | 2      |
| Belgium (Ultratop 40 Wallonia)       | 2      |
| Canada Top Singles (RPM)             | 67     |
| Canada Dance (RPM)                   | 5      |
| Europe (European Hot 100)            | 4      |
| France (SNEP)                        | 5      |
| Germany (Official German Charts)     | 8      |
| Italy (Hit Parade)                   | 2      |
| Netherlands (Dutch Top 40)           | 3      |
| Netherlands (Single Top 100)         | 4      |
| New Zealand (Recorded Music NZ)      | 49     |
| Norway Spring Period (VG-lista)      | 3      |
| Sweden (Sverigetopplistan)           | 5      |
| Switzerland (Schweizer Hitparade)    | 34     |
| UK Singles (Official Charts Company) | 2      |
| US Billboard Hot 100 (Billboard)     | 94     |
| Bảng xếp hạng (1998)                 | Vị trí |
| Belgium (Ultratop 50 Flanders)       | 73     |
| Belgium (Ultratop 40 Wallonia)       | 49     |
| Europe (European Hot 100)            | 15     |
| France (SNEP)                        | 33     |
| Germany (Official German Charts)     | 45     |
| Netherlands (Dutch Top 40)           | 189    |
| Netherlands (Single Top 100)         | 96     |
| Switzerland (Schweizer Hitparade)    | 19     |
| UK Singles (Official Charts Company) | 139    |

| Bảng xếp hạng (1990–99)              | Vị trí |
| ------------------------------------ | ------ |
| France (SNEP)                        | 8      |
| Netherlands (Dutch Top 40)           | 27     |
| UK Singles (Official Charts Company) | 4      |

## Chứng nhận
| Quốc gia                                                                           | Chứng nhận  | Số đơn vị/doanh số chứng nhận |
| ---------------------------------------------------------------------------------- | ----------- | ----------------------------- |
| Úc (ARIA)                                                                          | 3× Bạch kim | 210.000^                      |
| Áo (IFPI Áo)                                                                       | Bạch kim    | 50.000*                       |
| Bỉ (BEA)                                                                           | 3× Bạch kim | 0*                            |
| Pháp (SNEP)                                                                        | Kim cương   | 1,215,000                     |
| Đức (BVMI)                                                                         | Bạch kim    | 0^                            |
| New Zealand (RMNZ)                                                                 | Bạch kim    | 10.000*                       |
| Na Uy (IFPI)                                                                       | 2× Bạch kim | 40,000*                       |
| Thụy Điển (GLF)                                                                    | 3× Bạch kim | 90.000^                       |
| Thụy Sĩ (IFPI)                                                                     | Bạch kim    | 50.000^                       |
| Anh Quốc (BPI)                                                                     | 3× Bạch kim | 1,840,000                     |
| * Chứng nhận dựa theo doanh số tiêu thụ. ^ Chứng nhận dựa theo doanh số nhập hàng. |             |                               |

## Lịch sử phát hành
| Nước           | Ngày phát hành      |
| -------------- | ------------------- |
| Châu Âu        | 14 tháng 5 năm 1997 |
| Vương quốc Anh | 1 tháng 9 năm 1997  |
| Hoa Kỳ         | 1 tháng 9 năm 1997  |